# Jourian
Jourian là một thị xã và là nơi đặt ủy ban khu vực quy hoạch (notified area committee) của quận Jammu thuộc bang Jammu và Kashmir, Ấn Độ.

## Nhân khẩu
Theo điều tra dân số năm 2001 của Ấn Độ, Jourian có dân số 3628 người. Phái nam chiếm 51% tổng số dân và phái nữ chiếm 49%. Jourian có tỷ lệ 75% biết đọc biết viết, cao hơn tỷ lệ trung bình toàn quốc là 59,5%: tỷ lệ cho phái nam là 81%, và tỷ lệ cho phái nữ là 68%. Tại Jourian, 12% dân số nhỏ hơn 6 tuổi.